# Aciagrion fragile
Aciagrion fragile е вид водно конче от семейство Coenagrionidae. Видът е незастрашен от изчезване.

## Разпространение
Разпространен е в Австралия (Западна Австралия, Куинсланд и Северна територия) и Индонезия (Малки Зондски острови и Папуа).

## Описание
Популацията им е стабилна.